# Telamoptilia
Telamoptilia is een geslacht van vlinders uit de familie mineermotten (Gracillariidae).
Het geslacht omvat volgende soorten:
- Telamoptilia cathedraea (Meyrick, 1908)
- Telamoptilia geyeri (Vári, 1961)
- Telamoptilia hemistacta (Meyrick, 1924)
- Telamoptilia prosacta (Meyrick, 1918)
- Telamoptilia tiliae Kumata & Ermolaev, 1988